# Liste der Seen in Dänemark
Dies ist eine Liste der Seen in Dänemark:

## Die 15 größten Seen Dänemarks nach Fläche
| Rang | See            | Lage Geografisch / Region: Kommune(n)                                                     | Fläche (km²) | Bemerkungen |
| ---- | -------------- | ----------------------------------------------------------------------------------------- | ------------ | --- |
| 1.   | Arresø         | Sjælland / Region Hovedstaden: Hillerød Kommune, Gribskov Kommune, Halsnæs Kommune.       | 39,7         | Süßwassersee, der vor 4000 Jahren durch Landhebung vom Fjord des Kattegat zum Binnensee wurde                           |
| 2.   | Esromsee       | Sjælland / Region Hovedstaden: Hillerød Kommune, Fredensborg Kommune                      | 17,4         | Dänemarks wasserreichster See                                                                                           |
| 3.   | Mossø          | Jütland / Region Midtjylland: Skanderborg Kommune&Horsens Kommune                         | 16,5         | es existiert ein weiterer Mossø in der Region Nordjylland ehem. Rebild Kommune                                          |
| 4.   | Stadil Fjord   | Jütland / Region Midtjylland: Ringkøbing-Skjern Kommune                                   | 16,2         | jetzt: Süßwassersee, historisch: war über den Ringkøbing Fjord mit der Nordsee verbunden                                |
| 5.   | Saltbæk Vig    | Sjælland / Region Sjælland: Kalundborg Kommune                                            | 15,9         | Ein Brackwassersee der durch 3 Dämme vom Kattegatt abgetrennt wurde. Der Versuch das Gebiet trocken zulegen scheiterte. |
| 6.   | Tissø          | Sjælland / Region Sjælland: Kalundborg Kommune                                            | 12,5         | Ein Toteissee |
| 7.   | Furesø         | Sjælland / Region Hovedstaden / Furesø Kommune, Lyngby-Taarbæk Kommune, Rudersdal Kommune | 9,4          | mit 37,7 m Dänemarks tiefster See                                                                                       |
| 8.   | Skanderborg sø | Jütland / Region Midtjylland: Skanderborg Kommune                                         | 8,5          | Ein Toteissee |
| 9.   | Søndersø       | Lolland / Region Sjælland: Lolland Kommune, Guldborgsund Kommune                          | 8,0          | |
| 10.  | Tystrup Sø     | Sjælland / Region Sjælland :Næstved Kommune, Sorø Kommune                                 | 6,7          | |
| 11.  | Tømmerby Fjord | Vendsyssel-Thy, Jütland                                                                   | 5,7          | Ein Brackwassersee, entstanden durch ein mißlungenes Trockenlegungsprojekt in den 1870ern                               |
| 12.  | Julsø          | Ost-Jütland                                                                               | 5,6          | |
| 13.  | Ulvedybet      | Nord-Jütland                                                                              | 5,5          | |
| 14.  | Tange Sø       | Region Midtjylland                                                                        | 5,4          | Dänemarks größter Stausee                                                                                               |
| 15.  | Lund Fjord     | Nord-Jütland                                                                              | 5,1          | |

## Alphabetische Verzeichnis dänischer Seen

### A
- Arresø

### B
- Bagsværd Sø
- Barup Sø
- Bastrup Sø
- Bechers Sø
- Brokholm Sø
- Buresø
- Bølling Sø

### D
- Damhus Sø
- Donssøerne
- Dybesø

### E
- Emdrup Sø
- Esromsee

### F
- Farum Sø
- Ferring Sø
- Filsø
- Fuglsang Sø
- Furesø
- Fussing Sø
- Fårup Sø

### G
- Gentofte Sø
- Gribsø
- Grynderup Sø
- Gråsten Slotssø
- Gurre Sø
- Gødstrup Sø

### H
- Haderslev Dam
- Hald Sø
- Hampen Sø
- Hejrede Sø
- Hinge Sø
- Horn Sø
- Hovedsø
- Hunesø

### J
- Jystrup Sø

### K
- Karlsgårde Sø
- Kilen
- Klejtrup Sø

### L
- Legind Sø
- Louns Sø
- Lund Fjord
- Lyngby Sø

### M
- Maribosøerne

### N
- Nordborg Sø
- Nors Sø
- Nørresø (Maribosøerne)
- Nørresø (Viborg)

### O
- Oldenor

### R
- Ring Sø
- Røgbølle Sø
- Rørbæk Sø

### S
- Sjørring Sø
- Slivsø
- Solbjerg Engsø
- Stadil Fjord
- Store Grankule
- Store Kattinge Sø
- Stubbe Sø
- Sunds Sø
- Søeborg-Sø (in den 1870er Jahren trockengelegt)
- Søby Sø
- Søbygård Sø
- Søerne
- Sønder Lem Vig
- Søndersø (Maribosøerne)
- Søndersø (Nordsjælland)
- Søndersø (Viborg)

### T
- Tange Sø
- Teglgård Sø
- Tissø
- Tjele Langsø
- Tofte Sø
- Tuelsø
- Tversted-søerne
- Tystrup Sø

### U
- Uglesø

### V
- Vandet Sø
- Vandkraftsøen
- Vedsø
- Vejlesø
- Vessø
- Viborgsøerne
- Vilsted Sø